# Onthophagus pseudoarmatus
Onthophagus pseudoarmatus là một loài bọ cánh cứng trong họ Bọ hung (Scarabaeidae).